# Гобелен

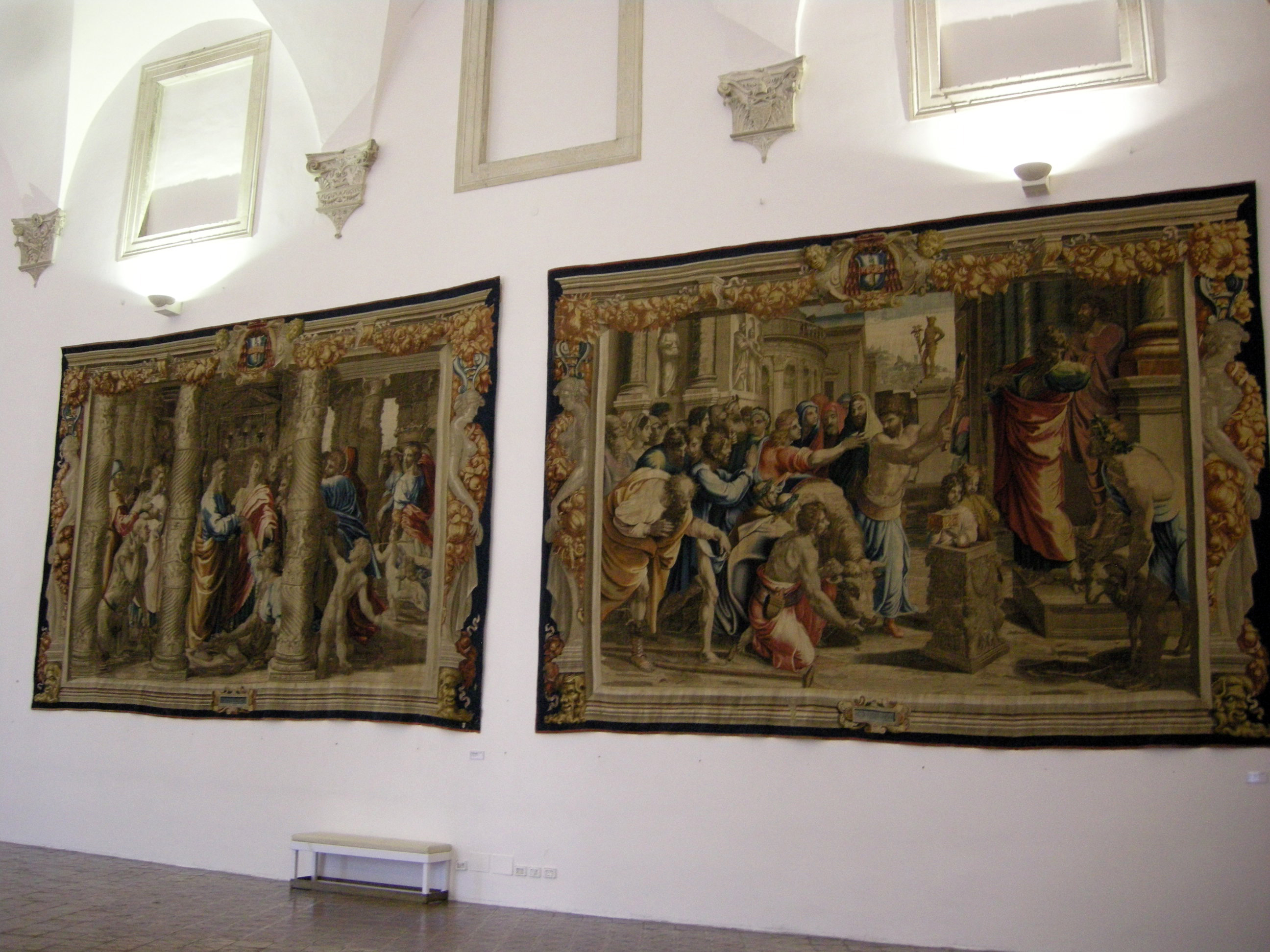
Арраси за картонами Рафаеля Санті, виткані у XVII ст. Палаццо Дукале, Урбіно.

Гобеле́н (фр. gobelin) — один із різновидів декоративно-ужиткового мистецтва, стінний безворсовий килим із сюжетною або орнаментною композицією, витканий вручну перехресним переплетенням ниток. Гобелени виготовляють із кольорових шовкових і/або вовняних ниток окремими частинами, які потім зшивають між собою (часто окремі колірні плями).
Специфічно гобеленами називають килими (шпалери), створені тільки в майстернях гобеленів у Парижі. Всі інші сюжетні і орнаметальні килими, створені за межами Парижа, називають аррасами.

## Стародавні гобелени
Техніка виконання тканих килимів (схожих на арраси) відома ще в Стародавній Греції та Римі. Вони не збереглися через руйнування ниток з органічних матеріалів.
Прикладами тканих килимів з фігурами та орнаментами (арассів давнини) слід вважати коптські тканини (II–IV століття), назва яких не зовсім точна. Так званим коптським тканинам пощастило більше. Їхні зразки зберігають різні музеї світу (Париж, Петербург, Київ, музеї Єгипту).
Аби збагатити фактуру тканин і килимів, використовували і змішані техніки (арасс з вишивкою, аплікацією тощо).

## Арраси Середньовіччя Франції та Британії

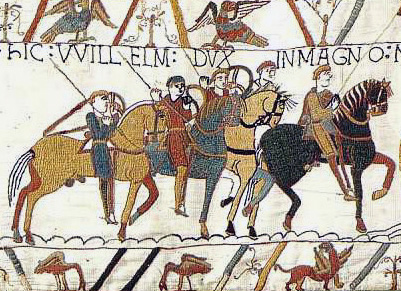
Гобелен Байє

Єдиний збережений гобелен романської доби в Британії — гобелен Байє (Вестмінстерське абатство, Лондон). Виробництво безворсових килимів (аррасів) виникає наново в XIII столітті у Франції. Перше повідомлення про арраси Франції XIII століття знайдені в «Книзі ремесел» 1263 року, що написана за наказом Етьєна Буало.
У XIV столітті вже існував цех майстрів аррасів, а їх зразки описані в документах. У Франції існувало декілька невеличких центрів килимарства, найбільший зафіксували в Парижі. В XIV столітті килими створювали з гербами можновладців та орнаментами. З'явились також невеличкі килими з зображеннями пташок, невеличких тварин, квітів. Після 1360 року віднайдені інвентарі з переліком цілих серій аррасів на сюжети Старого та Нового Заповітів, а також світських (на літературні та історичні сюжети).
Найдавнішим із збережених аррасів Франції вважають килим Анжерський Апокаліпсис. Відомо і ім'я його замовника — герцог Луї І Анжуйський. Картони для Апокаліпсису виконав фламандець Жан з Брюгге у 1375–1379 роках, що оселився в Парижі. Зразком малюнків було узято мініатюри Апокаліпсису XIII ст. із збірки короля, що збільшили і пристосували до килимарства. Арраси Анжерського Апокаліпсису передавали у спадок. У 1480 році Анжерському собору їх заповів король Рене. Первинна серія мала сім аррасів 5 на 24 м кожний, де налічили сто п'ять сюжетів. До XXI століття дійшло лише 75 сюжетів (в музеї Анже, Франція).

## Анжерський апокаліпсис

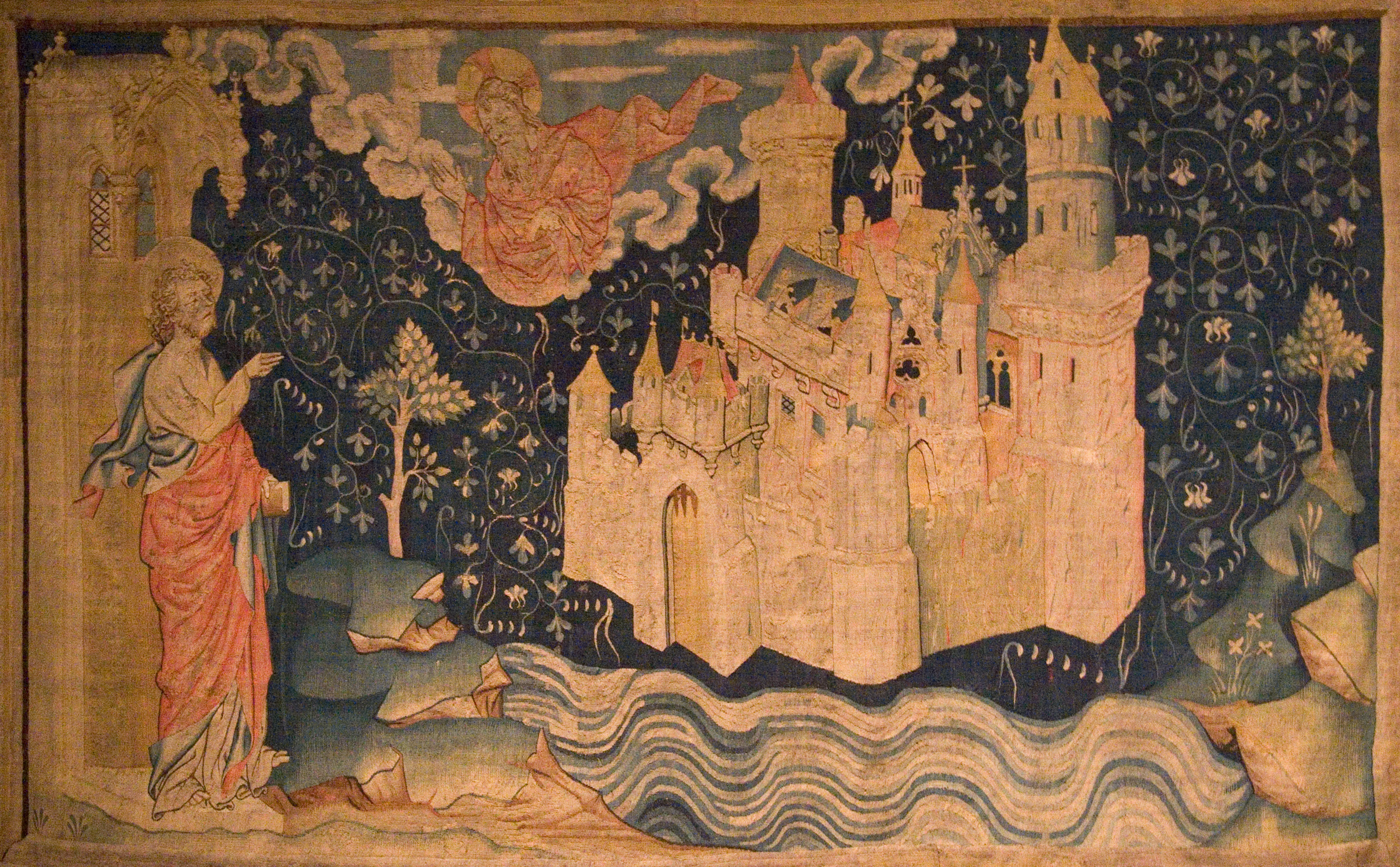
Новий Єрусалим, аррас з серії
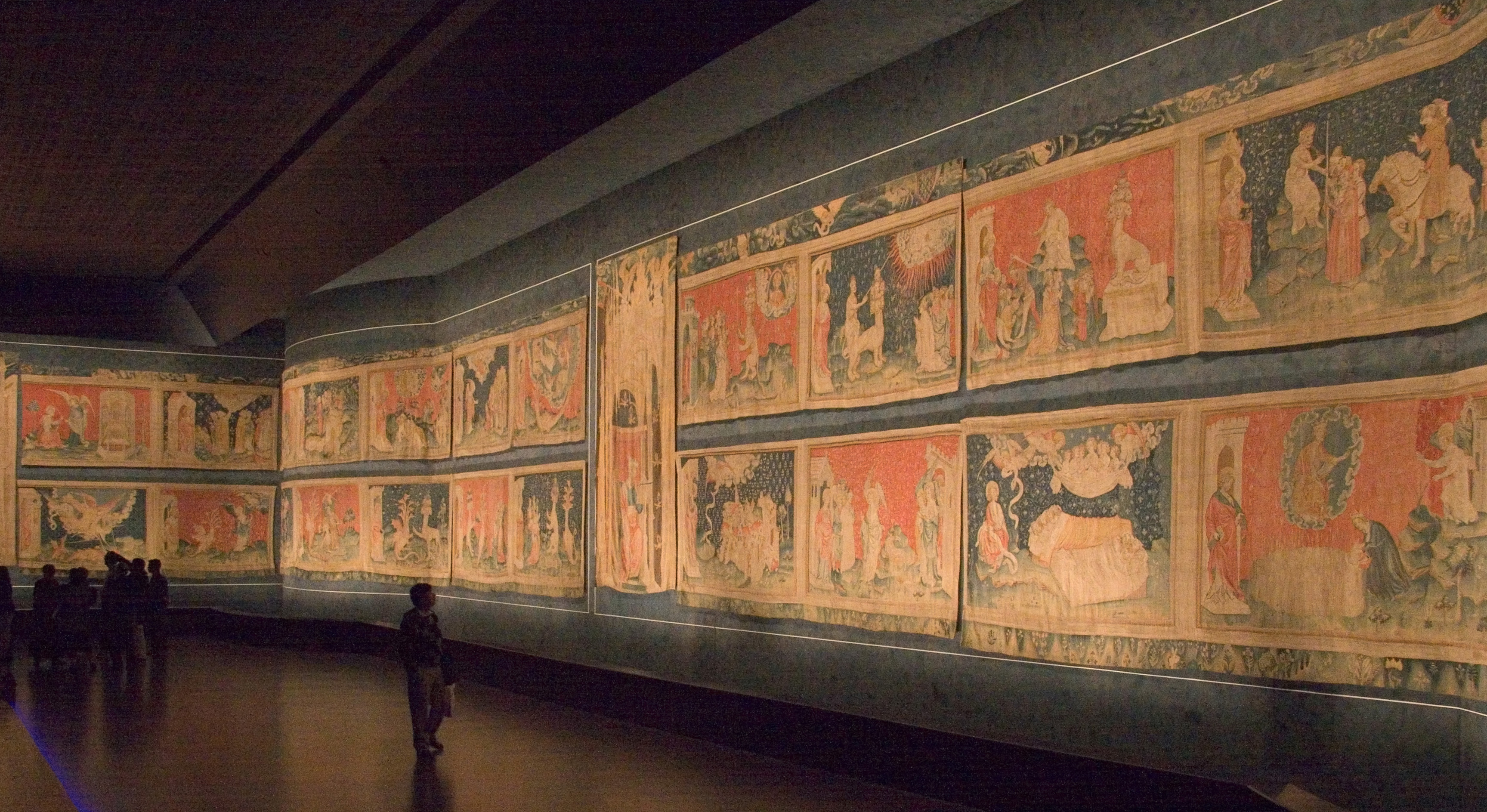
Сучасна виставка аррасів Анжерського апокаліпсису в Музеї міста Анже, Франція
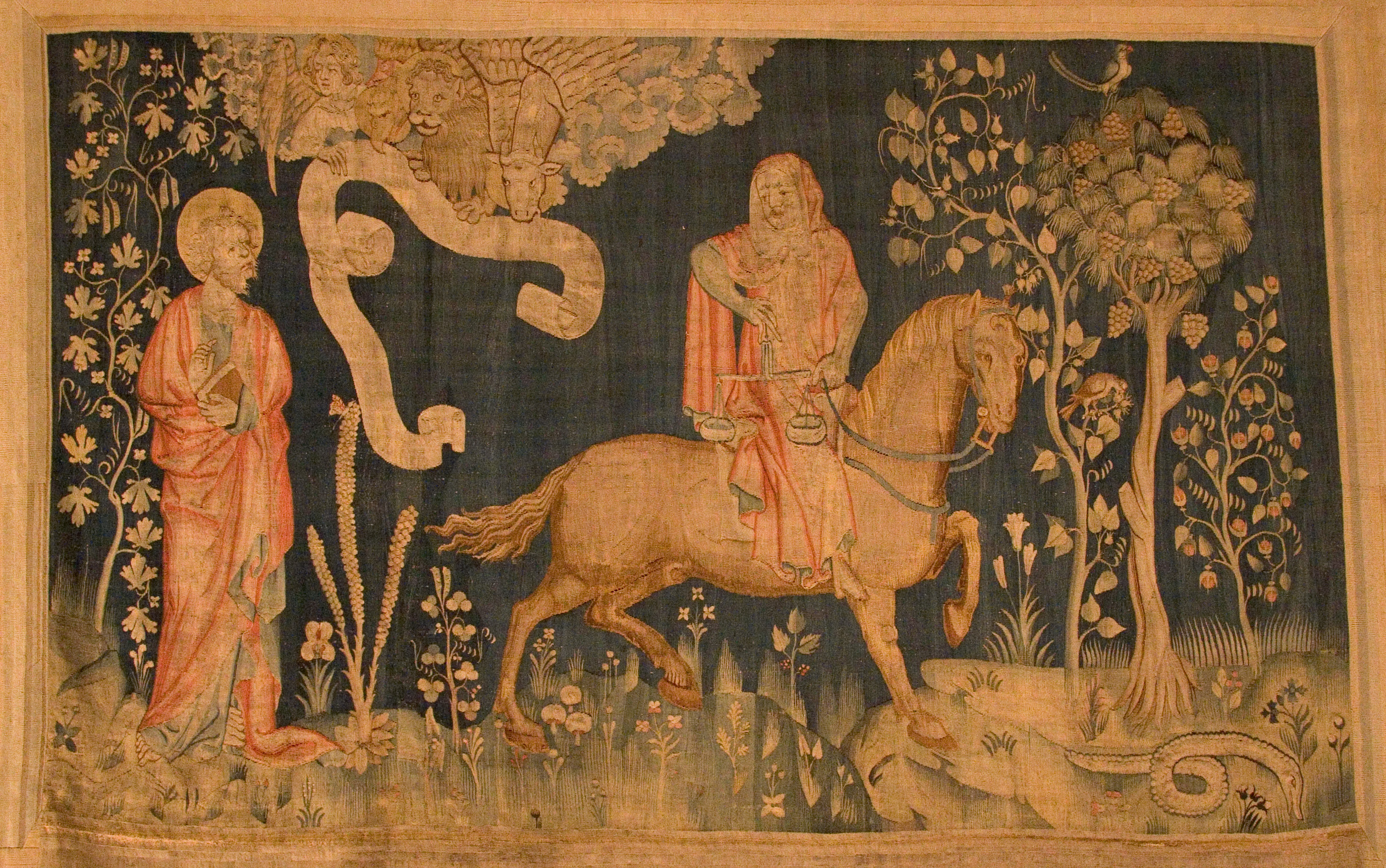
Третій вершник Апокаліпсису
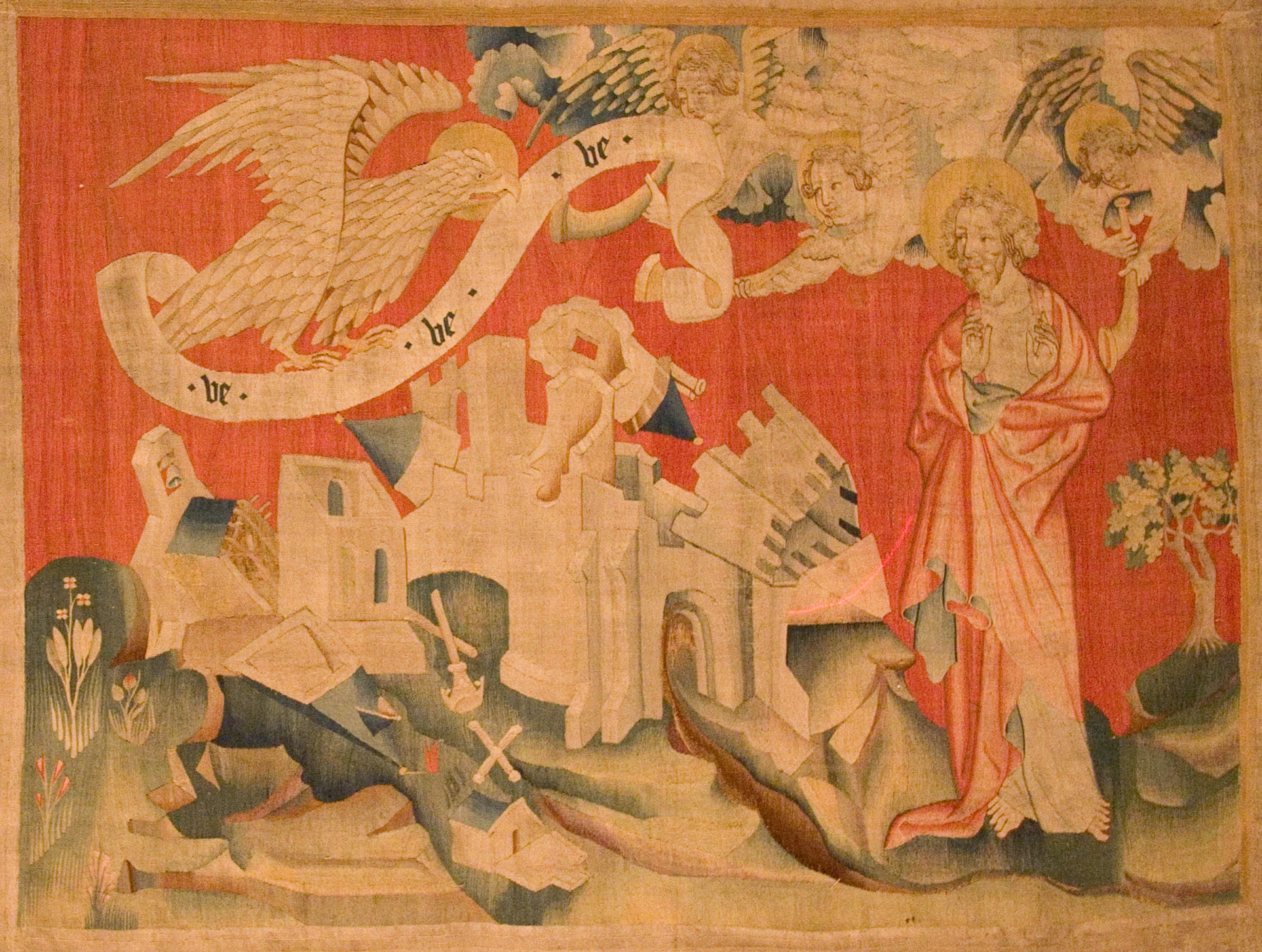
Орел Господній, аррас з серії

## Виникнення мільфлерів у Франції
Францію роздирала Столітня війна. Аби уберегти майстрів килимарства, їх перемістили на південь від Парижа. Центри килимарства виникають в містечках долини річки Луара, де існували королівські замки. Тут і з'явився особливий різновид аррасу — мільфльор (від фр. mille fleur — «тисяча квітів»). Зазвичай на зеленому або червоному тлі в систематичній послідовності виткано багато квітів. Більшість виткана з такою точністю, що їх розпізнають ботаніки та прихильники квітів. Збережено не так багато мільфльорів. Значна їх частина в музеї Клюні.

## Килими музею Клюні в Парижі

Дама з однорогом, центр аррасів Музей Клюні

На хвилі зацікавленістю готикою та Середньовіччям у Франції XIX століття почали рятувати власні старожитності. Виникають цілі колекції антикварних речей та витворів декоративно-ужиткового мистецтва. Якщо ювелірні вироби колекціонували завжди (попри епохи чи країни виробу), то тепер збирають і твори з кістки, дерева, дешевого каменю, тканини, арраси.
Музей Клюні — національний музей середньовічного мистецтва Франції (з 1832 р. — приватне зібрання, з 1843 р. — викуплене державою).
Цінна збірка витворів декоративно-ужиткового мистецтва сконцентрована в музеї Клюні, Париж. Центральне місце в музеї зайняла серія аррасів «Дама з однорогом» 1500 року. Серія з шести килимів була замовлена президентом Вищого податкового суду Жаном ле Вістом, герб якого на всіх аррасах серії. Килими виткані наприкінці XV століття і завершені до 1500 року.
У музеї Клюні декілька середньовічних аррасів з інших серій та центрів виробництва (килим «Кавалер дарує серце прекрасній дамі», «Збори винограду», «Сцени з життя сеньйорів» та інші). Є декілька релігійних композицій: «Звільнення янголом апостола Петра з в'язниці» середини XV ст. та «Сцени життя св. Стефана» кінця XV ст.
Романтикою доби лицарів та куртуазних романів віє від арраса «Лицар верхи», витканого саме в місті Аррас наприкінці XV століття (Монтекют хаус, Велика Британія).
Рідкісні зразки середньовічних аррасів придбав і Метрополітен-музей США (серія «Полювання на однорога»).

## Інші назви

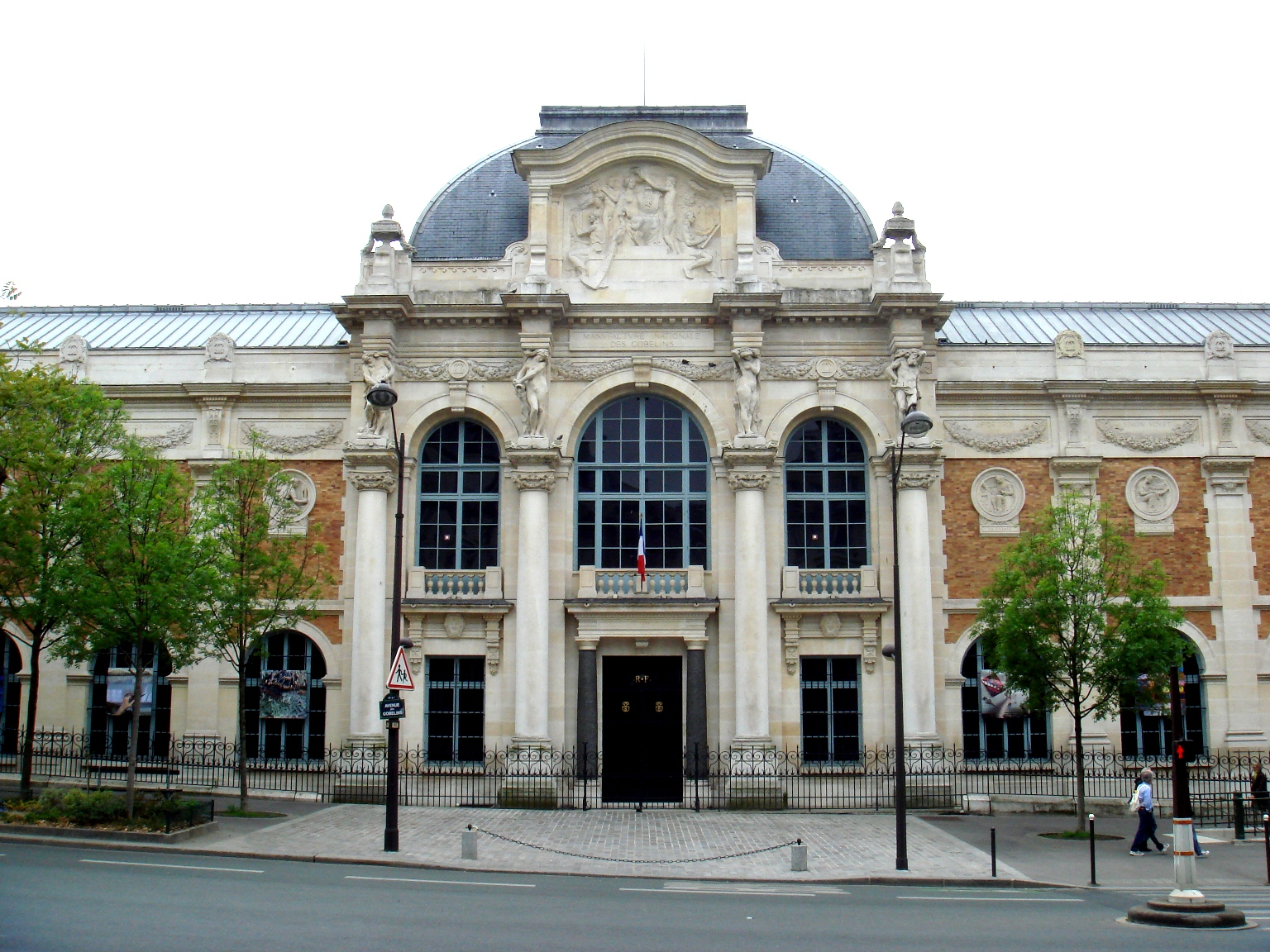
Будівля мануфактури гобеленів у Парижі

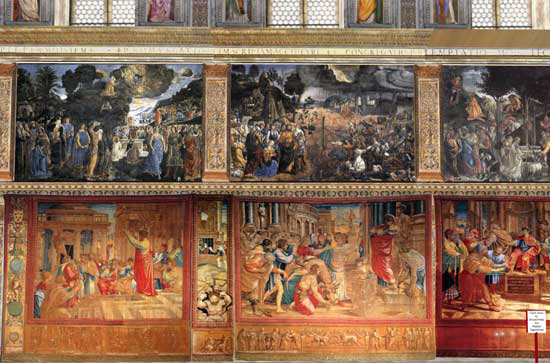
Сикстинська каплиця, прикрашена фресками та аррасами

Слово «гобелен» виникло у Франції в XVII столітті, коли там відкрилася королівська мануфактура братів Гобеленів (продукцію мануфактури стали називати гобеленами). Засновник цього роду, фарбувальник Жилль Гобелен, прибувши в царювання французького короля Франциска I з Реймса до Парижа, заснував в передмісті столиці Сен-Марсель на струмку Б'єрв (Bierve) фарбувальню для шерсті (бавовни). Його спадкоємці в XVI столітті продовжували утримувати цей заклад і додали до нього килимову ткальню-майстерню на зразок тих, якими славилася тоді Фландрія. За порадою великого Кольбера, Людовик XIV купив фарбувальню і ткальню в скарбницю, наділив їх статутом, достатнім коштом і новою будівлею та створив, таким чином, «Королівську гобеленівську мануфактуру». Твори мануфактури, внаслідок своєї дорожнечі, йшли майже виключно на оздоблення королівських палаців і на подарунки (вельможам та дипломатам), і лише в окремих випадках поступали в продаж.
Незважаючи на значність витрат, що були потрібні на утримання мануфактури і які не винагороджувалися ніяким доходом, вона продовжувала існувати при всіх змінах в урядах Франції й існує досі, як художня установа, що становить гордість цієї країни.
Спочатку гобелени, ткані безворсові килими, називалися шпалерами.
Араци або арраси (по назві міста Аррас, де в XIV столітті вироблялися яскраві шпалери з використанням золотої і срібної нитки).
Вердюра — (слово виникло в XVI столітті, утворено від фр. verdure — «зелень, трава, листя». Спочатку так називали зображення тварин і птахів на тлі природи, але незабаром ця назва закріпилася за самими творами.

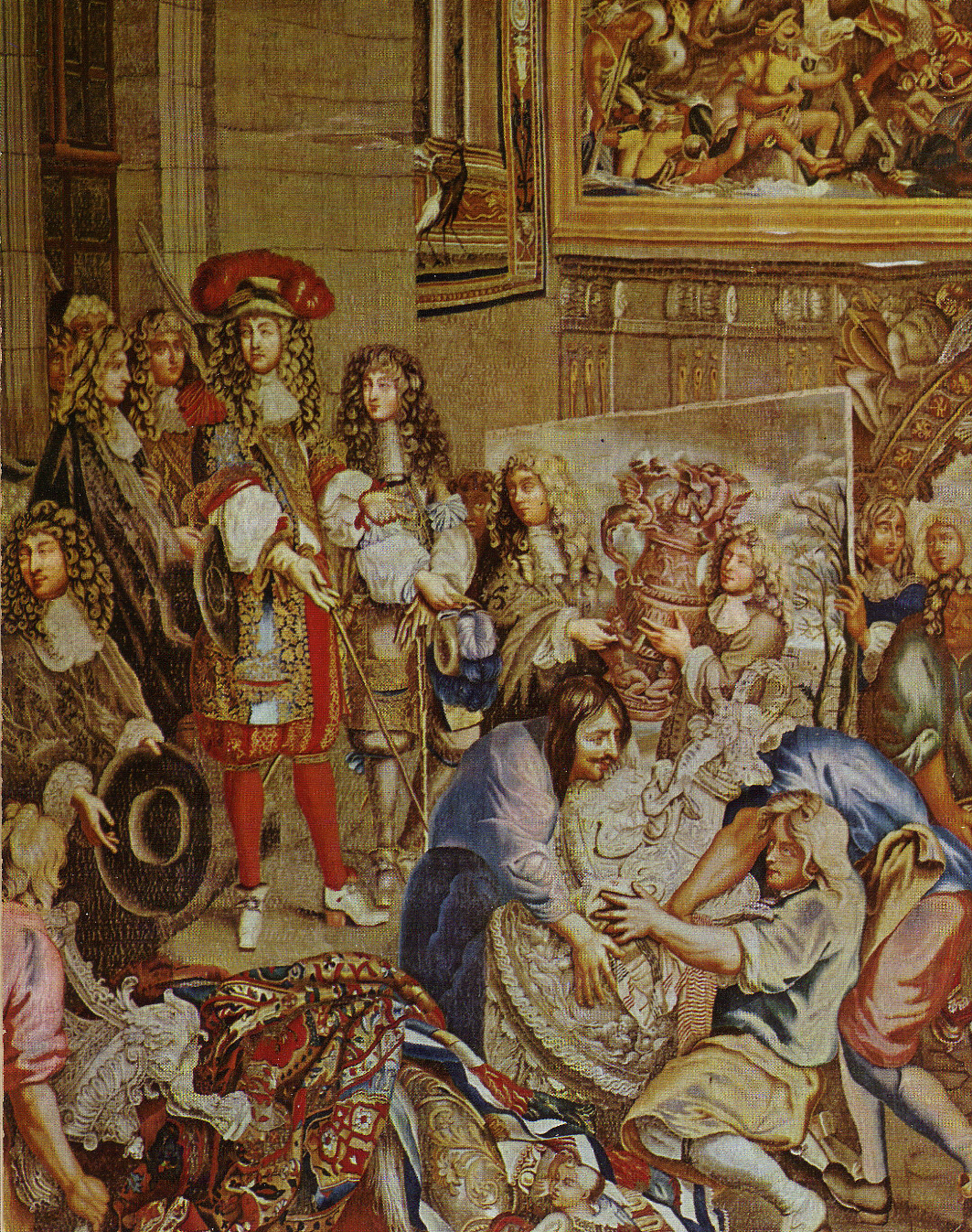
Візит короля Луї XIV разом з Кольбером до мануфактури гобеленів 15 жовтня 1667 р. Гобелен серії «Історія короля» 1672 р.
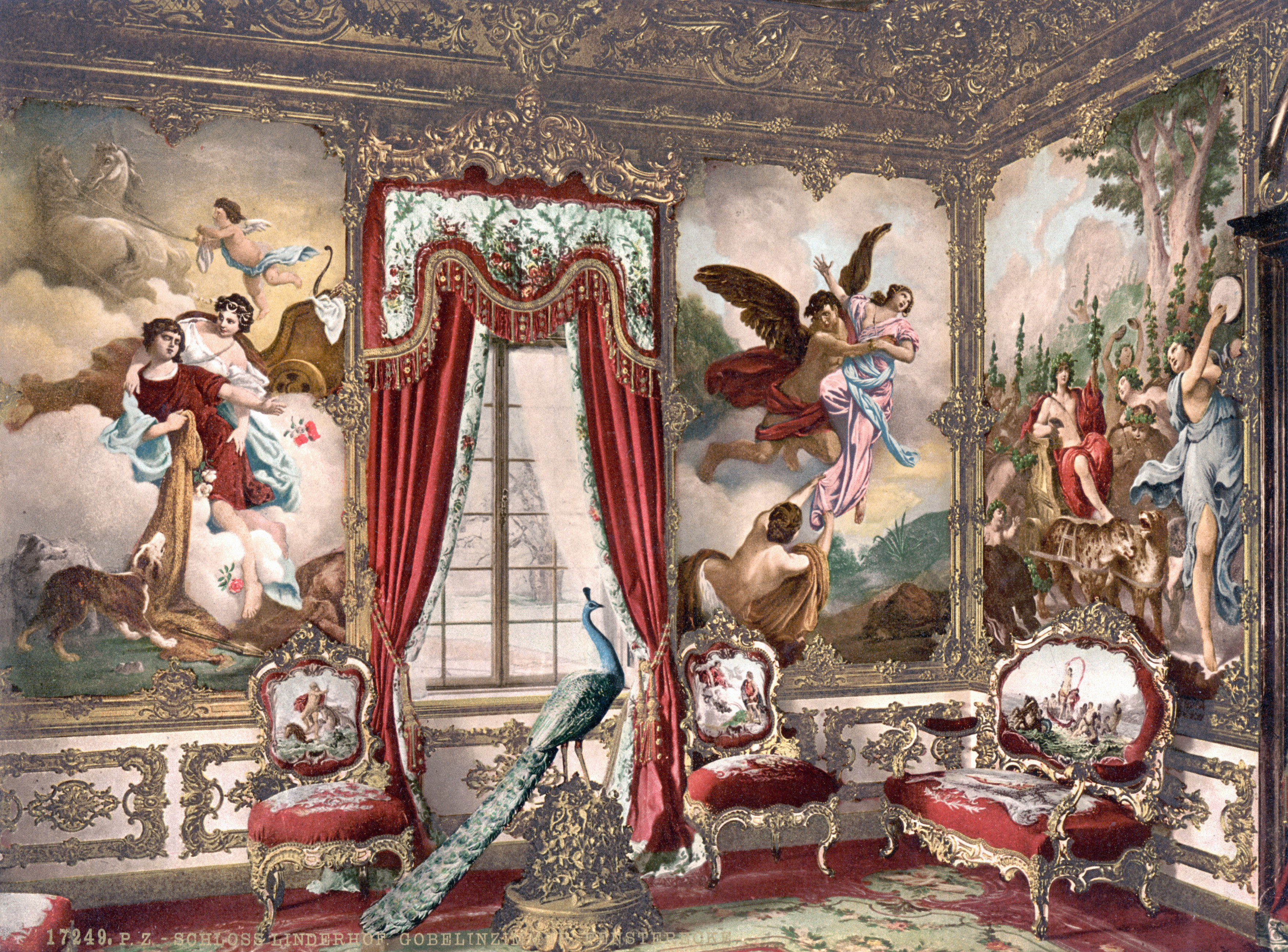
Гобелени палацу Ліндерхоф, Німеччина, на фото 1900 року.

## Ранні килими Нідерландів

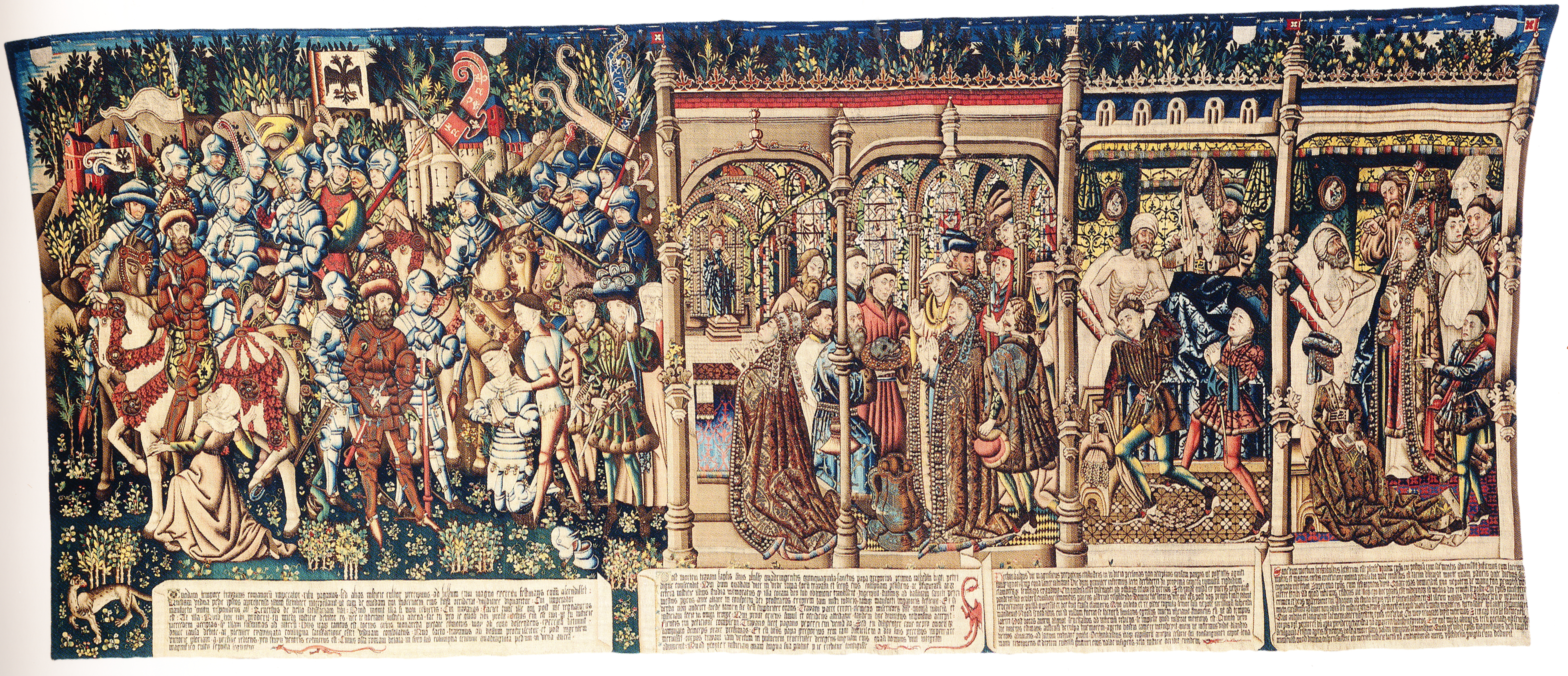
Картоньєр Рогір ван дер Вейден. «Суд імператора Траяна», бл. 1450 р., (повторення знищеного арраса). Історичний музей (Берн), Швейцарія

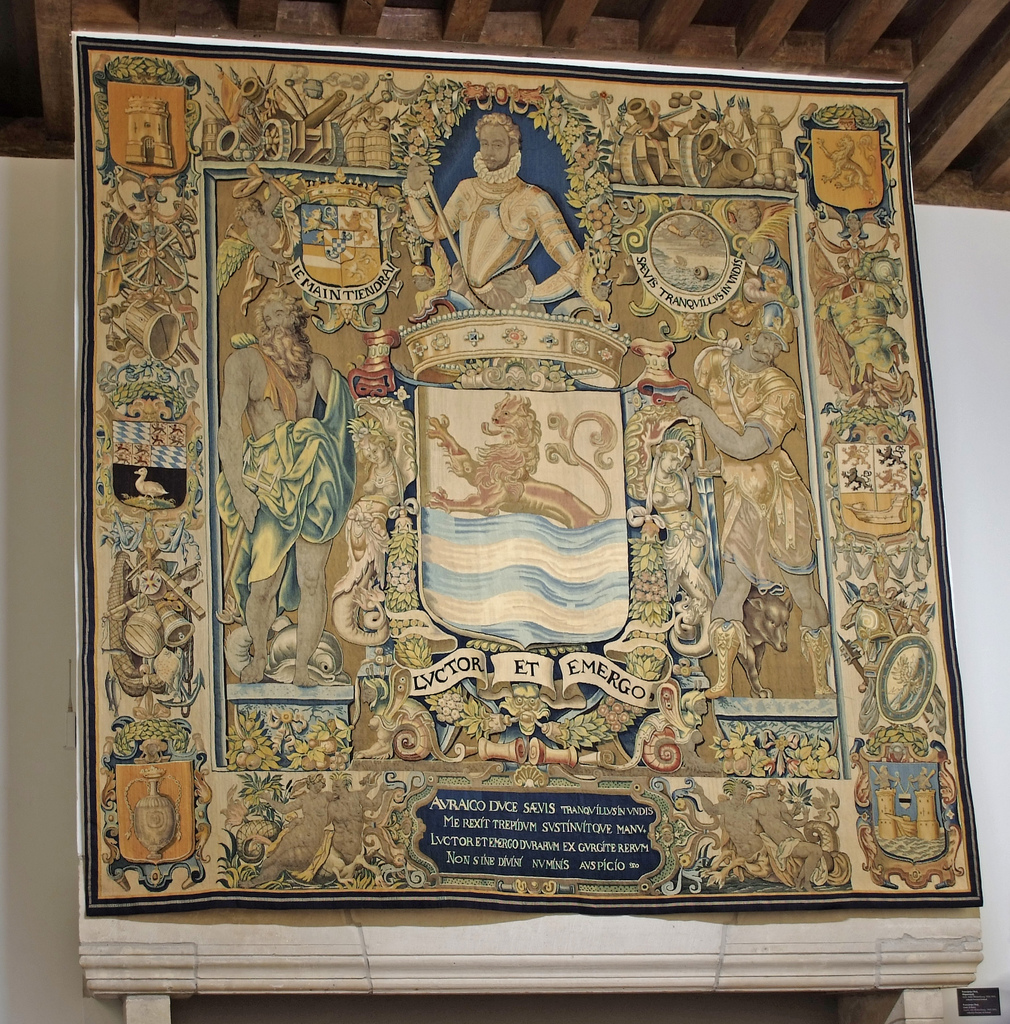
Гербовий килим з портретом Вільгельма І Оранського. Картон — худ. Гендрік де Макт, до 1599 р.

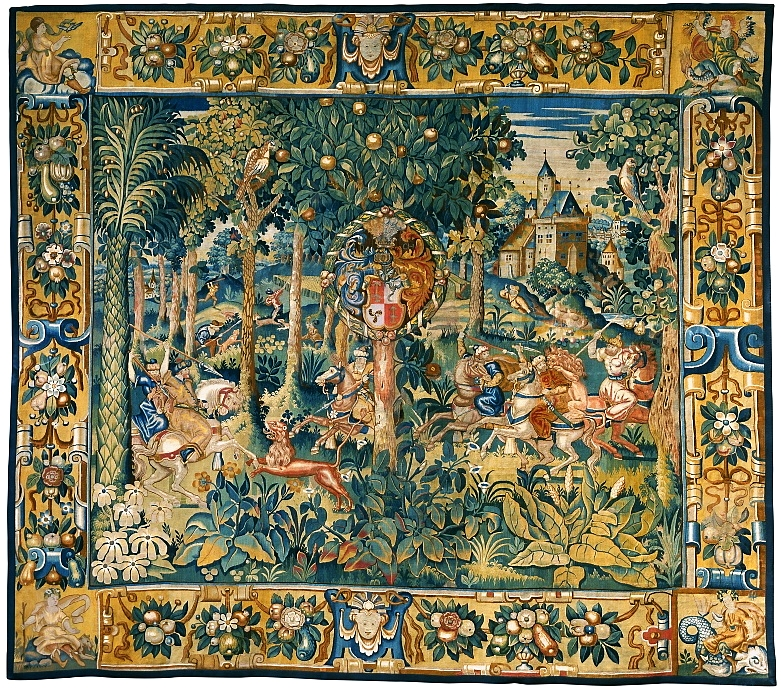
Джованні Страдано. Килим доби маньєризму «Мисливці»

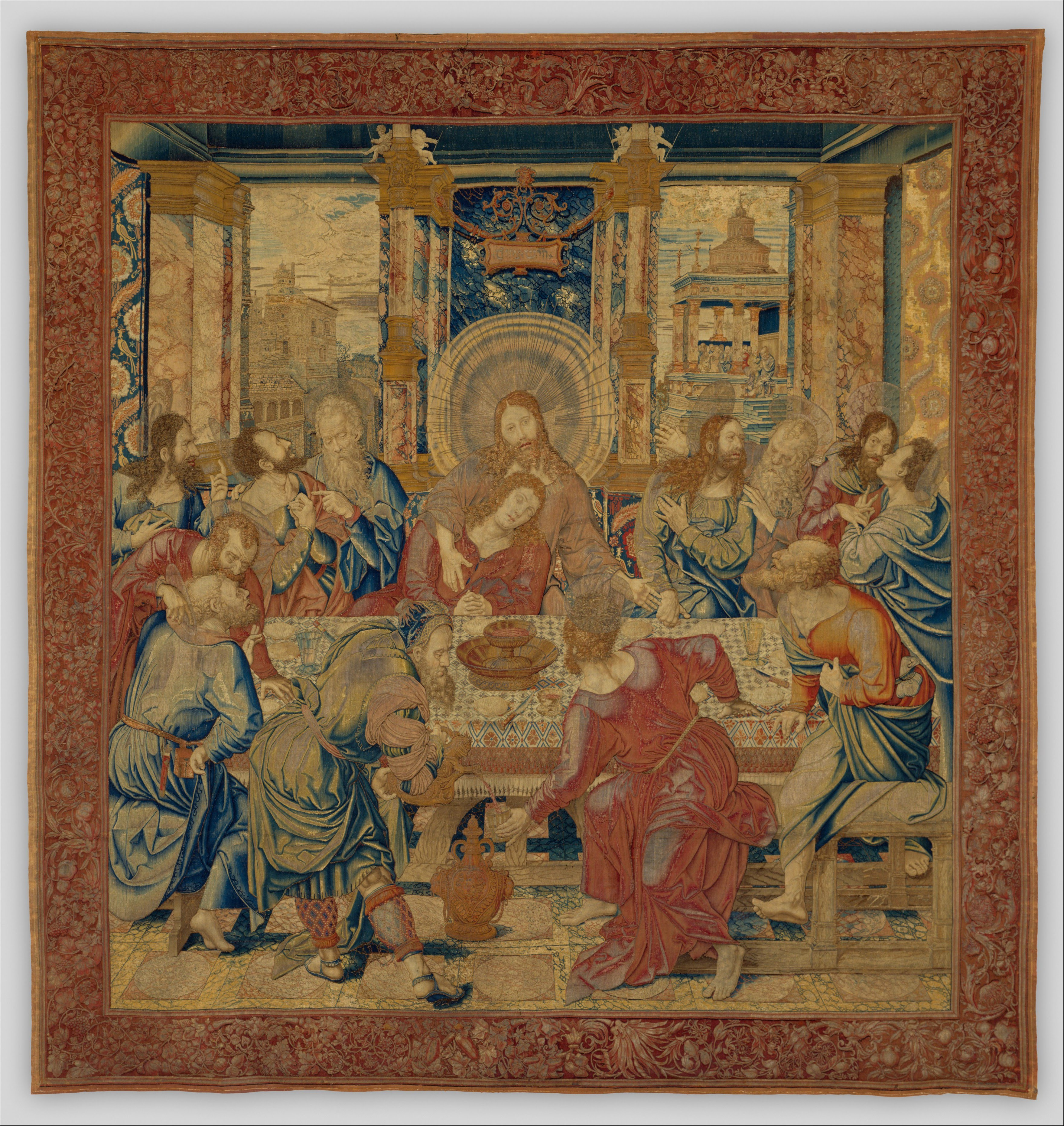
Картоньєр худ. Бернард ван Орлей. «Таємна вечеря». Музей мистецтва Метрополітен, Нью-Йорк.
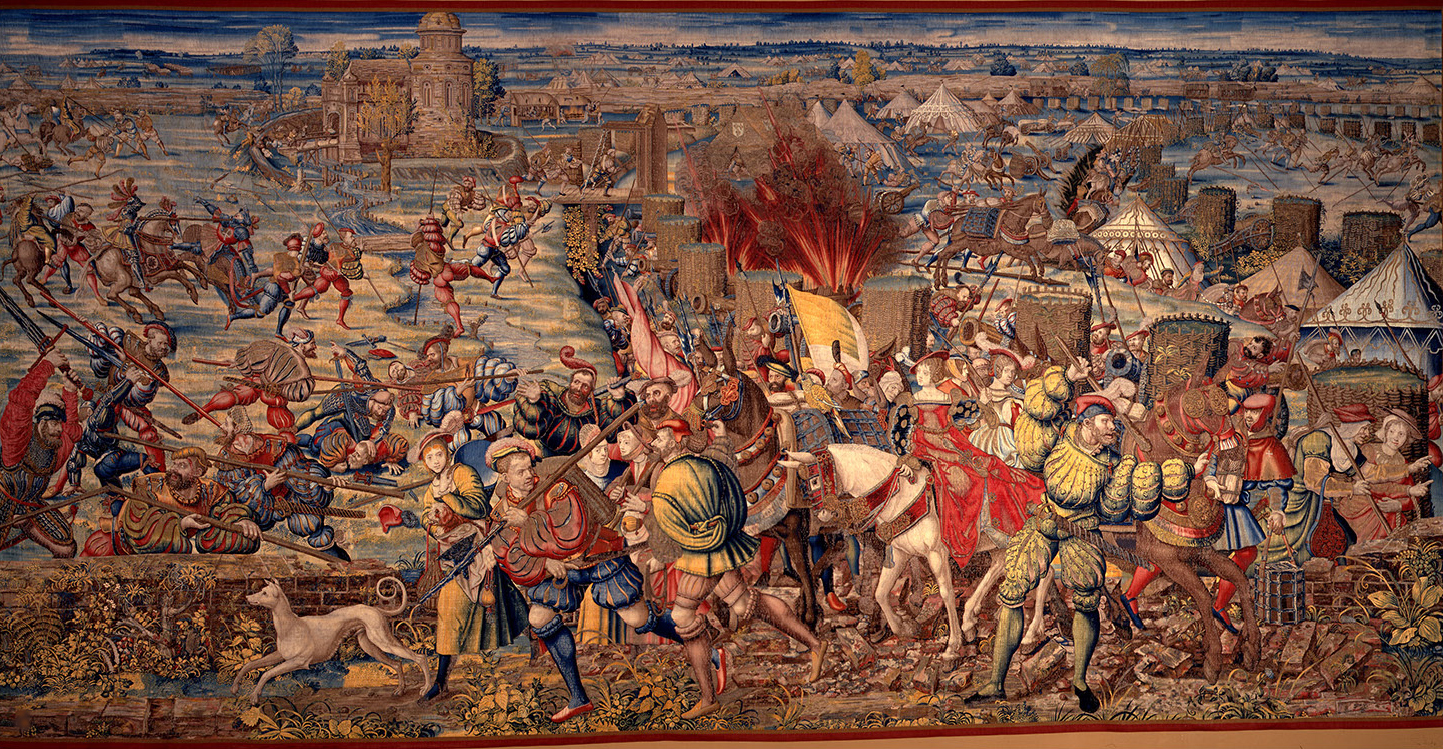
«Битва при Павії». Картоньєр худ. Бернард ван Орлей (бл.1531)
Невідомий картоньєр. Аррас «Іван Хреститель», Нідерланди, XVI ст. Музей образотворчих мистецтв імені Олександра Пушкіна
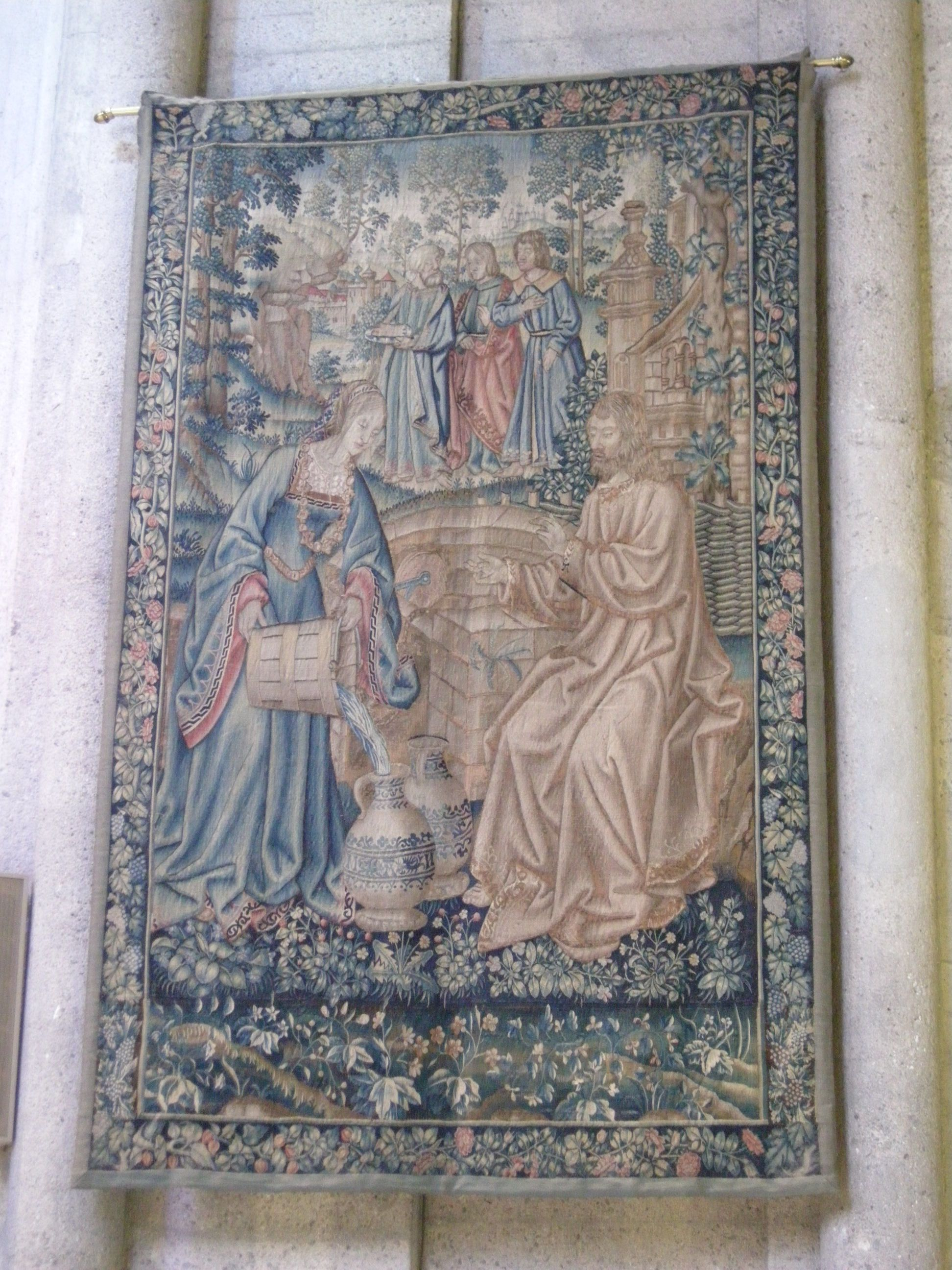
Невідомий картоньєр. Фламандський аррас «Христос і самаритянка»,XVI ст. Грейс катедрал, Сан-Франциско, Сполучені Штати.
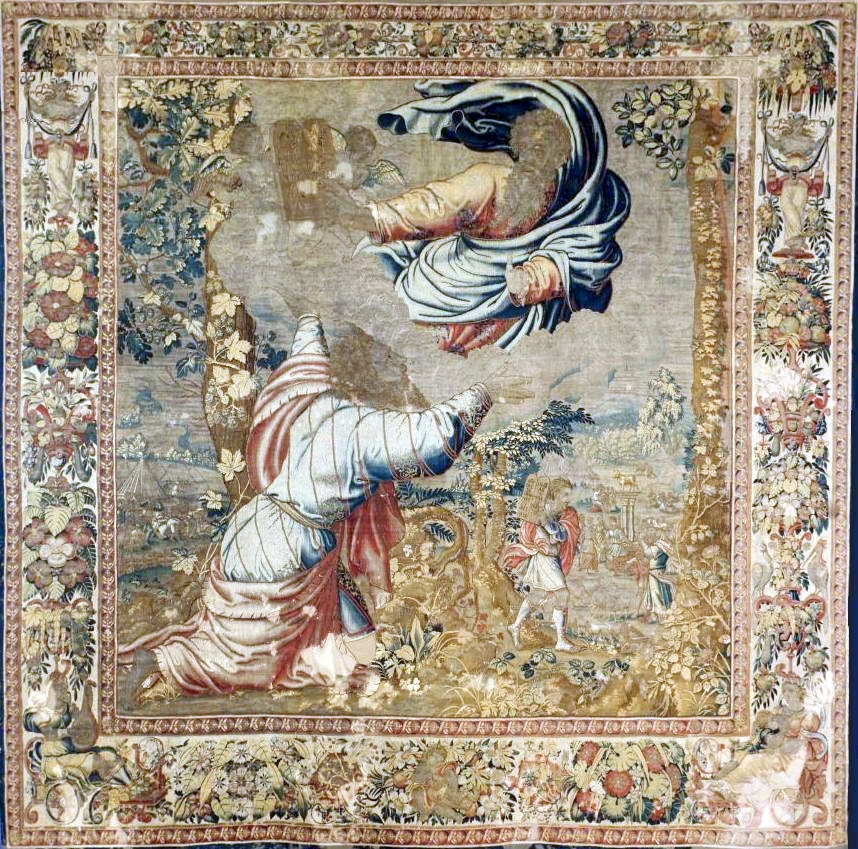
Картоньєр Міхіль Коксі. «Мойсей отримує скрижалі заповіту від Бога», бл. 1553 р.,  Музей образотворчих мистецтв Сан-Франциско, США.

## Арраси Фландрії

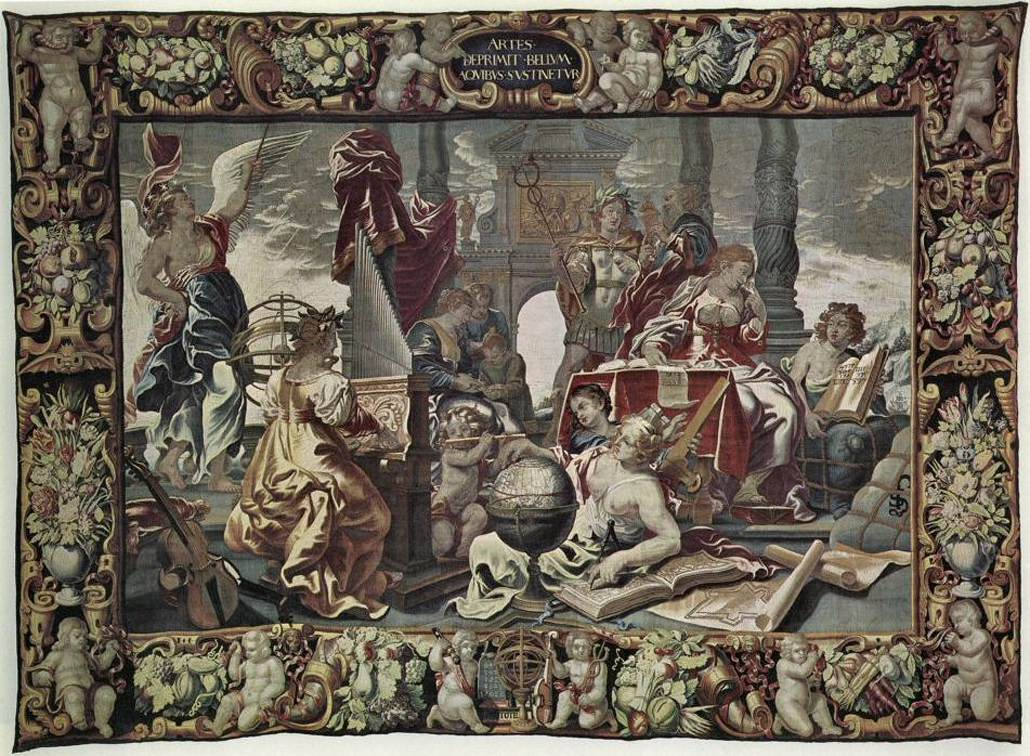
Гобелен Сім вільних мистецтв за картоном Корнеліса Схюта. Брюгге, варіант в Ермітажі.

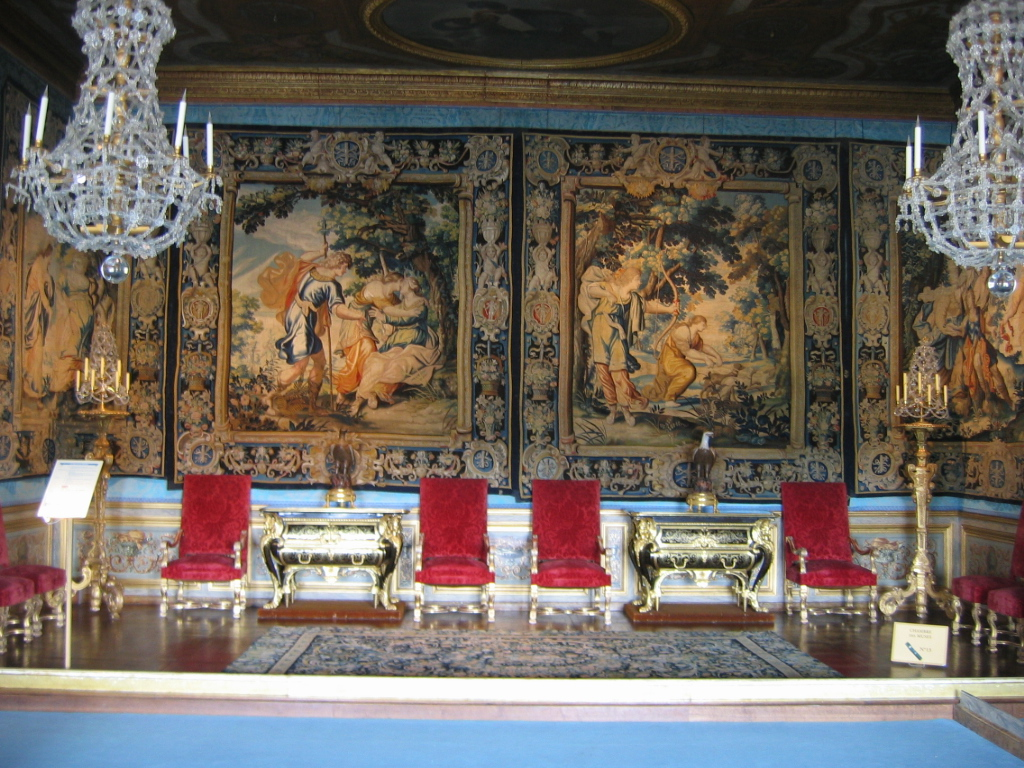
Замок-палац Во-ле-Віконт, зала Муз, гобелени

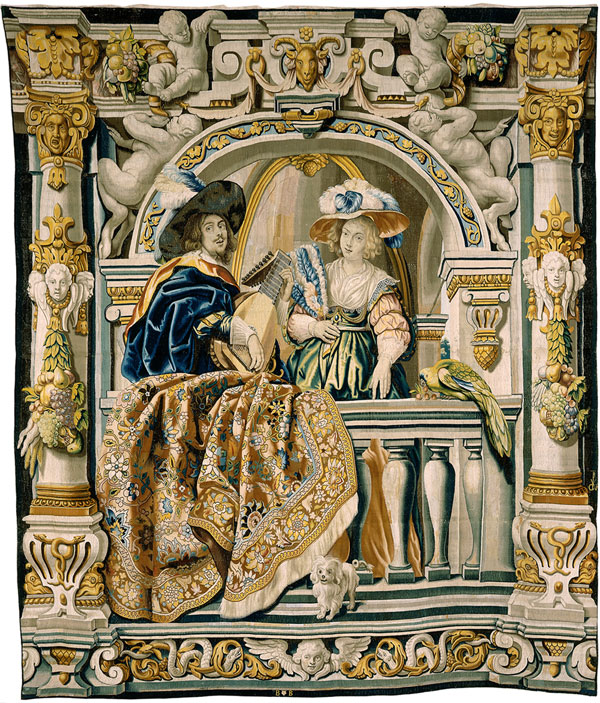
Картоньєр Якоб Йорданс, гобелен 17 ст. Музей історії мистецтв, Відень

Поки у Франції XIV століття йшла 100-літня війна, у місті Брюссель (Фландрія, сучасна Бельгія) зміцніло своє виробництво аррасів. Зростання попиту на арраси і добра платня за них спричинили появу мануфактур також в містах Антверпен, Оденарде, Ліль тощо. В XVI–XVII століттях мануфактури Фландрії конкурували з найкращими майстернями Франції. Авторитет фламандських ткачів був настільки великий, що їх запрошували на працю в інші країни, а володарі майстерень Фландрії постійно отримували замовлення з закордонних держав. Мануфактури виникають і в інших країнах (Іспанія, Німеччина, Італія), під керівництвом фламандських ткачів. На бордюрах аррасів Фландрії часто виткані написи, що допомагає в ідентифікації цих виробів мистецтва.
Виробництво аррасів всіляко заохочувалось місцевими урядами Фландрії, хоча й ретельно контролювалося. Виробляти арраси мали право лише ткачі з громадянством цього міста, створенню передував картон художника, продаж дозволявся лише після досмотру і дозволу особливої комісії. Не дивно, що до створення картонів залучали найкращих художників (Рогір ван дер Вейден, Лука ван Лейде, Рубенс, Франс Снейдерс) і високоякісну сировину. Деяка консервативність техніки виконання обумовила традиції і збереження характерних рис аррасів, притаманних лише цьому різновиду мистецтва. Були і нововведення, що лише доповнювали традиційні засоби створення (використання золотих чи срібних ниток, використання довгого русяво-золотавого волосся тощо). Сюжети бралися з Біблії, античної міфології, середньовічних романів або алегорій («Легенда про Саблонську мадонну», «Милосердя імператора Тіта», «Марк Антоній і Клеопатра», «Сім вільних мистецтв» тощо).
Ніякі витвори мистецтва Фландрії не відомі так широко, як фламандські арраси та гобелени. Наявність дешевої сировини (бавовни та барвників) і високо обдарованих майстрів обумовила появу надзвичайно цінних аррасів, які не що інше як ткані фрески, текстильні стінописи. Адже фрески і стінописи не отримали розвитку в мистецтві Фландрії, як то було в Італії чи Франції. Слава аррасів Фландрії гримить по всьому світу вже 500 років. Їх могутній розвиток захоплював в свої обійми і видатних живописців Фландрії, що охоче робили картони (значення) для створення гобеленів — Лука ван Лейде, Рубенс, Юстус ван Егмонт, Корнеліс Схют тощо). Визнання майстрів аррасів Фландрії було таким повним, що вони працювали окрім Брюсселя також в Парижі, Флоренції і Римі, визначних мистецьких центрах бароко XVI–XVII ст. взагалі.

## Гобелени прерафаелітів— Британія XIX століття

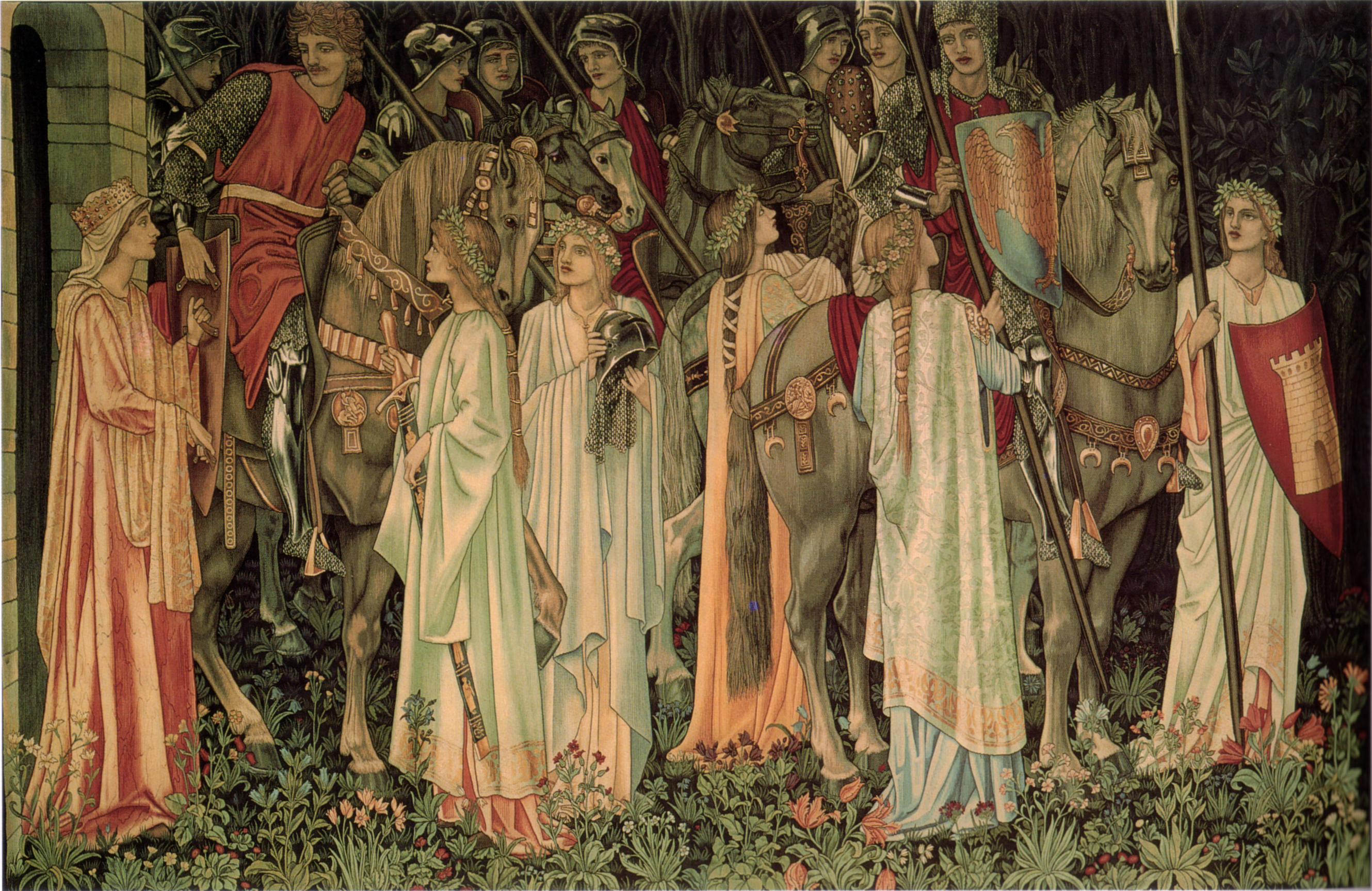
Фірма «Морріс и Ко». Збори в похід. Килим з серії «Святий Грааль».

В Британії зберіглося досить багато пам'яток Середньовіччя. І вони впливали на смаки мешканців країни, незважаючи на континентальні моди. Так, у XVIII ст.  Горас Волпол, син прем'єр міністра Роберта Волпола, побудував палац з інтер'єрами в стилі готики. Зразки середньовічного мистецтва впливали і на покоління майстрів XIX ст.,так званих прерафаелітів. Бунтівників проти академізму підтримав великий авторитет доби — Вільям Морріс (1834—1896). Захисник мистецького надбання і ремесел, Морріс у 1862 р. заснував Майстерні виробу меблів, вітражів, гобеленів. Зразками ставали середньовічні витвори та стилізації прерафаелітів на середньовічні теми. Картони для килимів робив Бьорн-Джонс (1833—1898). Дещо уніфіковані малюнки художника з рівним успіхом можна використати і для вітражу, і для килиму, і як книжкову ілюстрацію. Але їм притаманна своя краса і вони мають своїх палких прихильників.

## Арраси і гобелени в XX століття
У XX столітті з'явилися нові назви: текстильне панно, тапісерія. Честь відродження мистецтва гобеленів в їх традиційній техніці в XX ст. належить живописцю із Франції Жану Люрса (1892—1966). Він додав у створення картонів сучасні мотиви, символічні та фантастичні образи, використовував написи, рядки віршів, навіть контрасти фарб, притаманних вітражам. Майстер намалював близько тисячі картонів для аррасів.
Перший гобелен по картону Ж.Люрса мав назву «Зелені дівчата» 1916 року. Головні твори Люрса в килимарстві: «Званий вечір в Гренаді», «Гроза» та ін.
Широко відома його серія «Пісня миру»,1957–1963 рр. Найкращі з гобеленів Жана Люрса виконані на фабриці в Обюссоні.

Жан Люрса. Гобелен «Свобода» з віршами Поля Елюара, 1948 р. Центр Жоржа Помпіду, Париж.

## Київські приватні колекції килимів
Дві цікаві збірки килимів були в приватних колекціях М. С. Грушевського та у В. С. Кричевського.
- Збірка професора Грушевського мала 123 українських та перських килимів різних століть.
- Колекція В. Г. Кричевського збиралася впродовж 30 років. Її особливістю була різноманітна збірка творів декоративно-ужиткового мистецтва. Тут було близько 80 килимів, українських, російських доби цариці Єлизавети, доби короля Франції Луї XVI, перських, турецьких.

В збірку також входили мідні дошки-матриці гравера Григорія Левицького і близько 150 картин художника.
Багатоповерховий на той час будинок на Паньковській вулиці став мішенню артобстрілу 25 січня 1918 року, коли бандитські вояки-більшовики захопили Київ. На жаль, колекції було вщент знищено, а залишились лише їх описи без фотографування чи замальовок.
Шовкові гобелени на території України виготовлялися в маєтках Потоцьких в Тульчині, Бучачі, в Бродах.

## Гобелени і експерименти
Особливістю мистецтва XX століття стали експерименти, пошуки (часто агресивні) руйнівних, новітніх технік, їх комбінацій. Було втягнуто у цей процес і килимарство. В створення гобеленів внесли об'єм. Так створення гобеленів розділилося на:
- гобелен плаский, традиційний
- гобелен об'ємний. Останні вироби мають і свою постійну виставку — Бієннале у місті Женева.

## Галерея обраних гобеленів і килимів

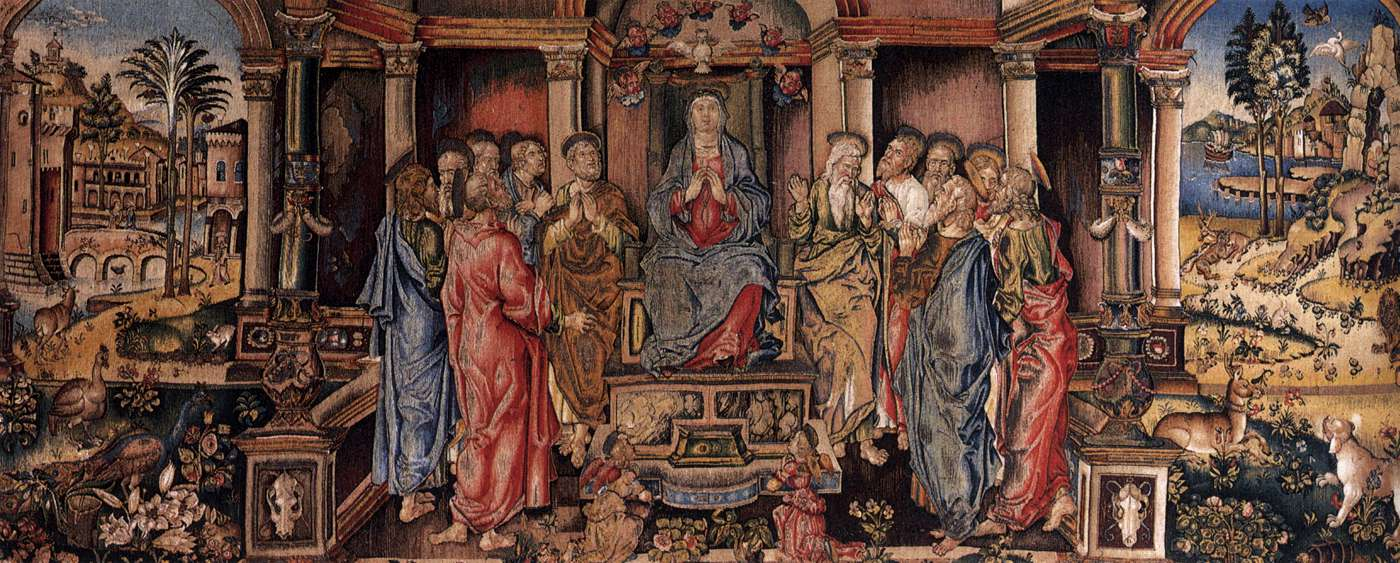
Картоньєр Лаццаро Бастьяні. Килим «Трійцин день», Санта Марія делла Салюте, Венеція.

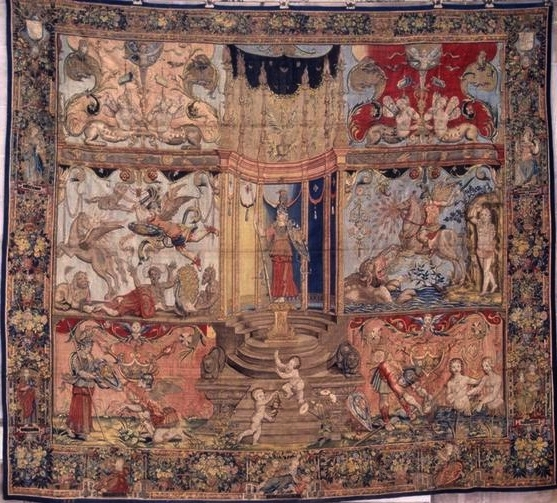
Джованні Франческо Пенні та Джованні да Удіне Італія, перша пол. XVI ст. «Тріумф богині мудрості Мінерви», серія «Триумф богів», Національне сховище меблів,Париж, Франція.

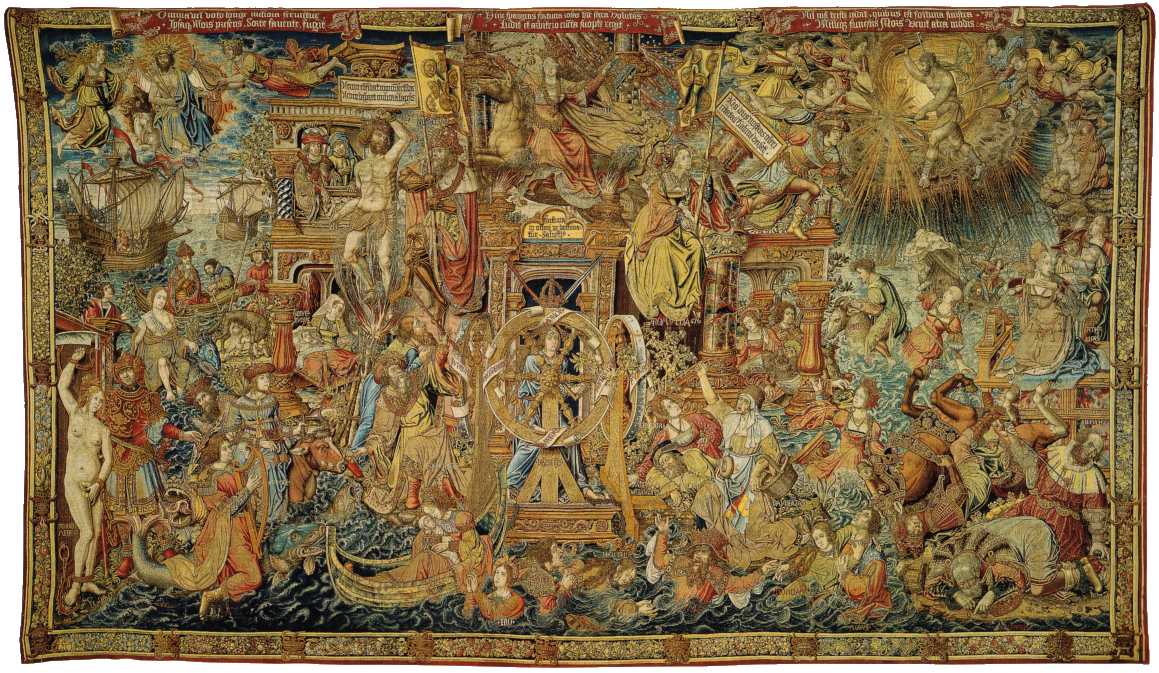
Бернард ван Орлей, килим  «Фортуна», 1520 р., Королівський палац Ла Гранха де Сан Ільдефонсо, Іспанія.
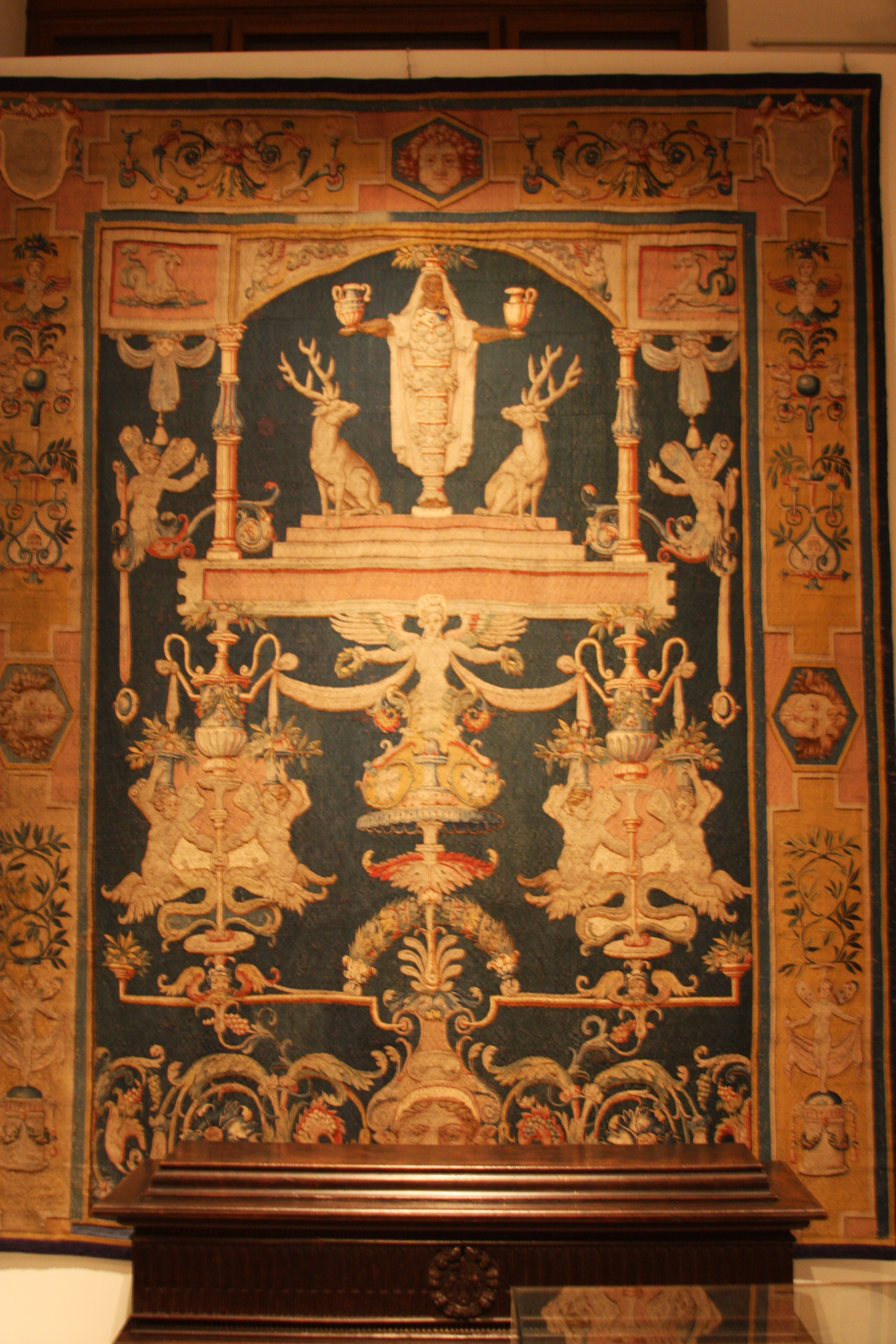
Періно дель Вага. «Діана Ефеська», Брюссельська мануфактура, 1545 р., Національний музей Швеції
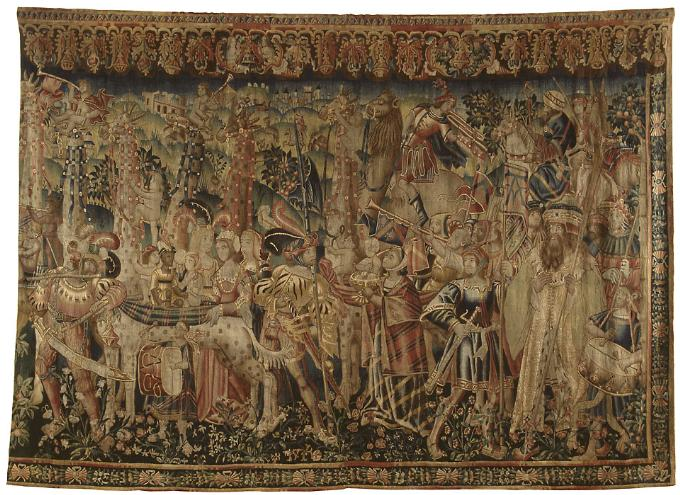
Гобелен «Васко да Гама», Національний музей Швеції, Стокгольм